# Siamese grondkoekoek
De Siamese grondkoekoek (Carpococcyx renauldi) is een vogel uit de familie Cuculidae (koekoeken).

## Verspreiding en leefgebied
Deze soort komt voor in Thailand, Laos, Cambodja en Vietnam.